# Villa Sophie
Die Villa Sophie liegt in der Güterhofstraße 11 im Stadtteil Kötzschenbroda der sächsischen Stadt Radebeul. Sie wurde 1890/1891 nach eigenem Entwurf durch den Baumeister Adolf Neumann errichtet.

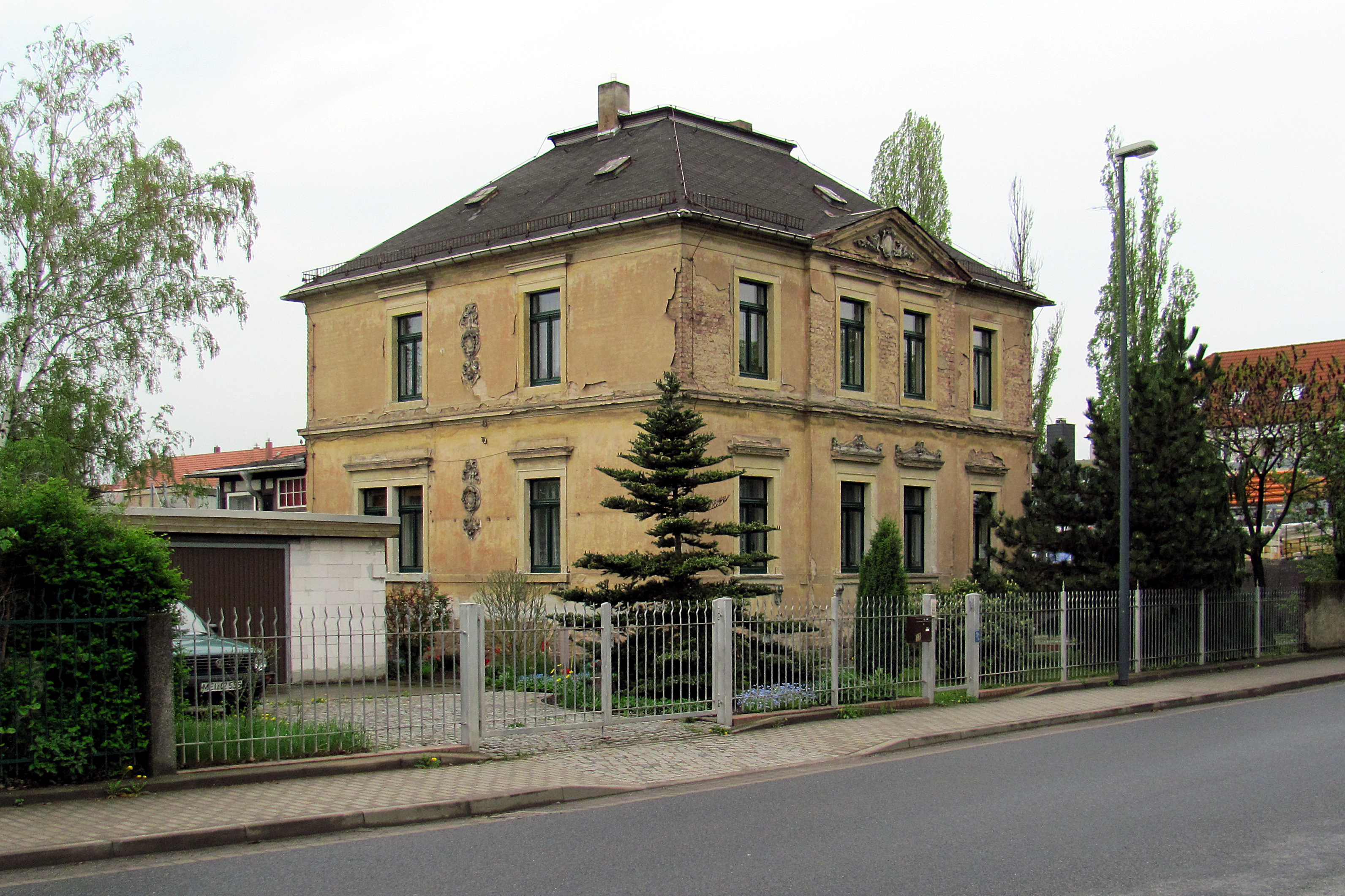
Villa Sophie

## Beschreibung
Die zweigeschossige, unter Denkmalschutz stehende Villa hat symmetrische Fassadenaufrisse sowie ein flaches, abgeplattetes Walmdach. Die Villa ist vier zu zwei Fensterachsen groß.
In der Straßenansicht steht ein zweiachsiger Mittelrisalit mit einem Dreiecksgiebel. Ein Eingangsvorbau befindet sich auf der Gebäuderückseite.
Das verputzte Gebäude wird durch Gesimse und schlichte Sandsteingewände gegliedert, hinzu kommt Stuckornamentik im Mittelrisalit der Hauptansicht über den Erdgeschossfenstern und im Dreiecksgiebel sowie zwischen den Fenstern der Nebenansicht in beiden Wohngeschossen.

## Geschichte
Der erste Bauantrag von August Valentin Pönitz vom August 1890 wurde im März 1891 variiert. Nach Genehmigung der vom Baumeister Adolf Neumann stammenden Pläne führte dieser auch den Bau aus, der dann im Oktober 1891 zur Baurevision anstand. Die auch als Mietvilla klassifizierte Fabrikantenvilla gehörte dem Besitzer des sich im Westen unmittelbar anschließenden Holzgeschäfts (Güterhofstraße 12).
Im Jahr 1920 erfolgte auf der Gebäuderückseite, im Süden, der Anbau einer Veranda.